# دینا رومانو
دینا رومانو (ایتالیایی: Dina Romano؛ ‏ ۲۹ اوت ۱۸۸۸ – ۷ نوامبر ۱۹۵۷) بازیگر اهل ایتالیا بود.
از فیلم‌هایی که وی در آن نقش داشته‌است، می‌توان به آنا، بینوایان، دبران، سه آرزو، نخستین عشق، ترانهٔ زندگی و خیمه‌شب‌بازی اشاره کرد.